# Victor Madsen
Victor Madsen (* 2. März 1865 in Kopenhagen; † 16. Juli 1947) war ein dänischer Geologe und Paläontologe.
Madsen studierte angewandte Naturwissenschaften am Polytechnikum in Kopenhagen mit dem Kandidatenabschluss 1887. Danach war er zunächst Chemiker in einer Brauerei. Ab 1889 war er zunächst Assistent an der dänischen Geologischen Landesanstalt (Danmarks Geologiske Undersøgelse). Ab 1892 war er dort Staatsgeologe und ab 1913 Direktor. 1937 ging er in den Ruhestand. Er hatte 1891/92 Paläontologie in Berlin und 1895/96 in München studiert und wandte sich insbesondere der Mikropaläontologie zu. 1895 wurde er in Kopenhagen mit der Arbeit Die Foraminiferen der Eiszeit in Dänemark und Holstein promoviert. Die Quartärgeologie bildete eines seiner Hauptforschungsgebiete. 1896 bis 1904 hielt er Vorlesungen an der Universität Kopenhagen. 1928 wurde auf seine Initiative hin in Kopenhagen die Internationale Quartärvereinigung INQUA gegründet. In den 1920er Jahren initiierte er auch eine geophysikalische Untersuchung Dänemarks, vor allem zum Finden von Lagerstätten.
Er widmete sich auch der populärwissenschaftlichen Verbreitung geologischer Kenntnisse, schrieb zahlreiche Aufsätze und hielt in ganz Dänemark Vorträge und war Sekretär der Volkshochschulvereinigung und Herausgeber der Zeitschrift Frem. Er war Ehrenvorsitzender der dänischen geologischen Gesellschaft (Dansk Geologisk Forening) und gehörte im August 1912 zu den 34 Gründungsmitgliedern der Paläontologischen Gesellschaft.